# Eko-Park Cameratta w Warszawie
Eko-Park Cameratta – zespół 3-piętrowych budynków mieszkalnych wielorodzinnych na Mokotowie w Warszawie, powstały w latach 2003–2004 według projektu pracowni Bulanda Mucha Architekci. Wchodzi w skład osiedla Eko-Park.

## Nagrody i wyróżnienia
- nominacja do Nagrody Roku SARP 2005[3]
- finalista konkursu „Życie w Architekturze” w 2012 organizowanego przez czasopismo Architektura-Murator[4]
- nominacja do Nagrody Architektonicznej Prezydenta m.st. Warszawy 2016 w kategorii Architektura mieszkaniowa – zespół 2001–2014[5]